# Alin Banceu
Alin Banceu (n. 30 decembrie 1973, Mediaș, Sibiu, România) este un fost jucător român de fotbal a jucat pe postul de atacant.

## Activitate
- FC Național București (1996-1997)
- Jiul Petroșani (1996-1997)
- Fortuna Sittard (1997-1999)
- FC Național București (2000-2001)
- Ceahlăul Piatra Neamț (2001-2002)

## Legături externe
- Alin Banceu la romaniansoccer.ro